# MLS Goal of the Year
MLS Goal of the Year – nagroda w amerykańskiej lidze piłki nożnej – Major League Soccer. Przyznawana jest od 1996 roku piłkarzowi, który zdobył najpiękniejszego gola sezonu według internautów. Jest sponsorowana przez firmę AT&T.

## Lista zwycięzców
| Sezon | Zwycięzca          | Klub                   |
| ----- | ------------------ | ---------------------- |
| 2023  | Luciano Acosta     | FC Cincinnati          |
| 2022  | Josef Martínez     | Atlanta United FC      |
| 2021  | Rubio Rubin        | Real Salt Lake         |
| 2020  | Darlington Nagbe   | Columbus Crew          |
| 2019  | Josef Martínez     | Atlanta United FC      |
| 2018  | Zlatan Ibrahimović | LA Galaxy              |
| 2017  | Héctor Villaiba    | Atlanta United FC      |
| 2016  | Shkëlzen Gashi     | Colorado Rapids        |
| 2015  | Krisztián Németh   | Sporting Kansas City   |
| 2014  | Obafemi Martins    | Seattle Sounders FC    |
| 2013  | Camilo Sanvezzo    | Vancouver Whitecaps FC |
| 2012  | Patrick Ianni      | Seattle Sounders FC    |
| 2011  | Darlington Nagbe   | Portland Timbers       |
| 2010  | Marco Pappa        | Chicago Fire           |
| 2009  | Landon Donovan     | LA Galaxy              |
| 2008  | Will Johnson       | Real Salt Lake         |
| 2007  | Cuauhtémoc Blanco  | Chicago Fire           |
| 2006  | Brian Ching        | Houston Dynamo         |
| 2005  | Dwayne De Rosario  | San Jose Earthquakes   |
| 2004  | Dwayne De Rosario  | San Jose Earthquakes   |
| 2003  | Damani Ralph       | Chicago Fire           |
| 2002  | Carlos Ruiz        | LA Galaxy              |
| 2001  | Clint Mathis       | MetroStars             |
| 2000  | Marcelo Balboa     | Colorado Rapids        |
| 1999  | Marco Etcheverry   | D.C. United            |
| 1998  | Brian McBride      | Columbus Crew          |
| 1997  | Marco Etcheverry   | D.C. United            |
| 1996  | Eric Wynalda       | San Jose Clash         |

## Najwięcej zwycięstw
- Marco Etcheverry, Dwayne De Rosario, Darlington Nagbe, Josef Martínez: 2×
- Eric Wynalda, Brian McBride, Marcelo Balboa, Clint Mathis, Carlos Ruiz, Damani Ralph, Brian Ching, Cuauhtémoc Blanco, Will Johnson, Landon Donovan, Marco Pappa, Rubio Rubin, Luciano Acosta: 1×

## Najwięcej zwycięstw według drużyn
- Chicago Fire, San Jose Clash/Earthquakes: 3×
- D.C. United, Los Angeles Galaxy: 2×
- Columbus Crew, Colorado Rapids, MetroStars, Houston Dynamo, Real Salt Lake, Portland Timbers: 1×